# Sinkolo
Sinkolo è un comune rurale del Mali facente parte del circondario di Koutiala, nella regione di Sikasso.
Il comune è composto da 9 nuclei abitati:
- Blendo
- Chiou
- Djèlè
- Djombougou
- Gouantéré
- Kokosso
- N'Gongona
- Sinkolo
- Sissoumana